# Julodis audouinii
Julodis audouinii es una especie de escarabajo del género Julodis, familia Buprestidae. Fue descrita científicamente por Laporte & Gory en 1835.